# Dunajský limes
Dunajský limes je část vojenské hranice Římské říše podél řeky Dunaj v moderním Bavorsku, Rakousku, Slovensku, Maďarsku, Srbsku, Chorvatsku, Rumunsku a Bulharsku. 
Opevnění sestávalo z četných strážných věží, vojenských táborů (Castrum) a pevností. Kvůli svému bažinatému břehu a rozvětvenému toku byl Dunaj v antickém období těžko překročitelný. I proto nevznikla na Dunajském limitu na rozdíl od Hornogermánského a raetského limitu téměř žádná hraniční zeď. Tábory vznikaly především v polovině 1. století. Později, za Trajána, byly tábory do té doby obehnány pouze zemními valy také opevněny kamennými zdmi. Podél limitu byla vedena silnice, která spojovala jednotlivé pevnosti a tábory podél řeky až k její deltě do Černého moře (tzv. Via Istrum). 

## Dělení
Vzhledem k délce této hranice je Dunajský limes často rozdělen do následujících sekcí (pojmenovaných podle příslušných římských provincií):
- Raetský limes (Raetie)
- Norický limes (Noricum)
- Panonský limes (Panonie)
- Moeský limes (Moesie)
- Dácký limes (Dácie, severně od Dunaje v Karpatech)

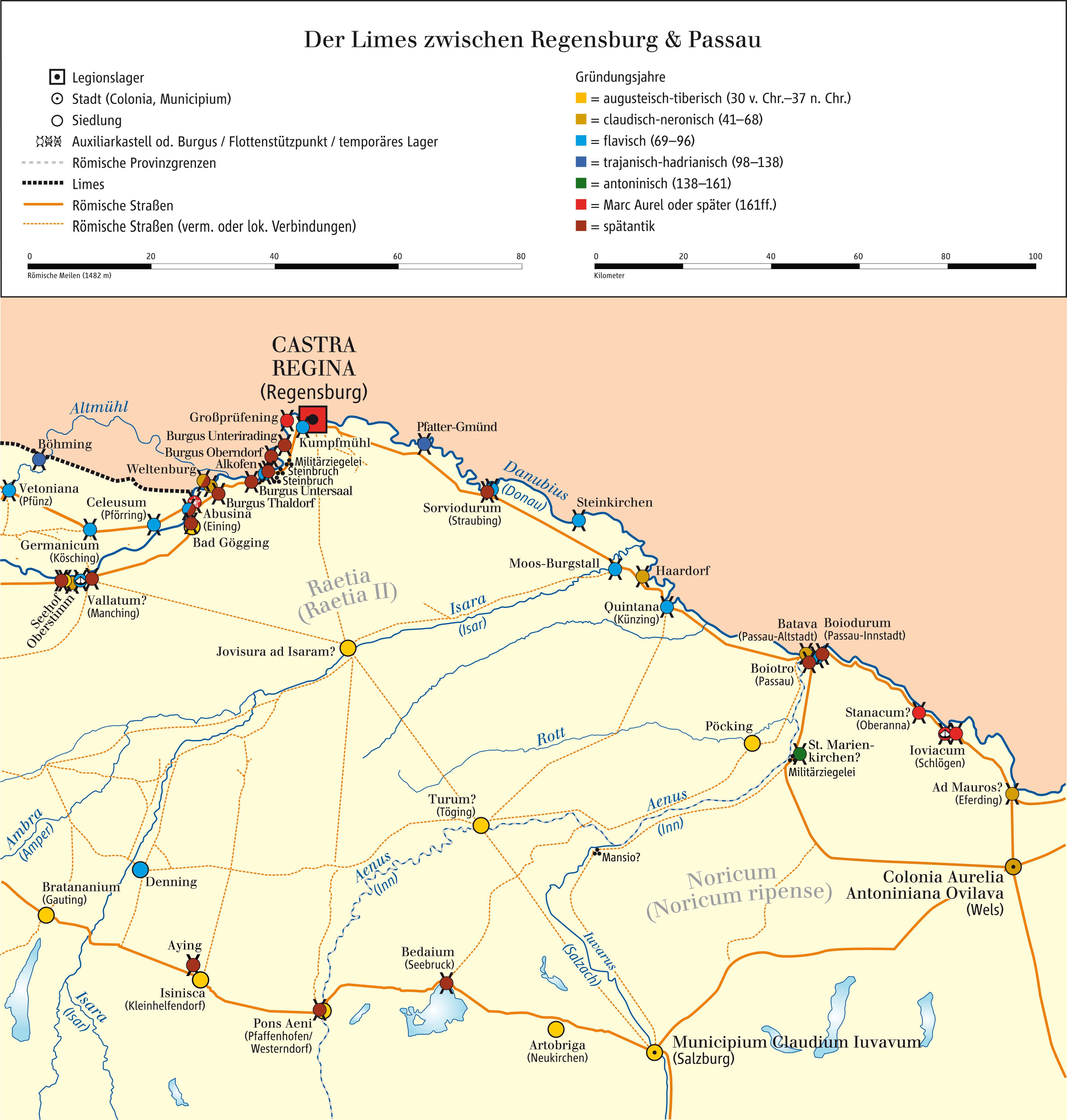
Raetský limes
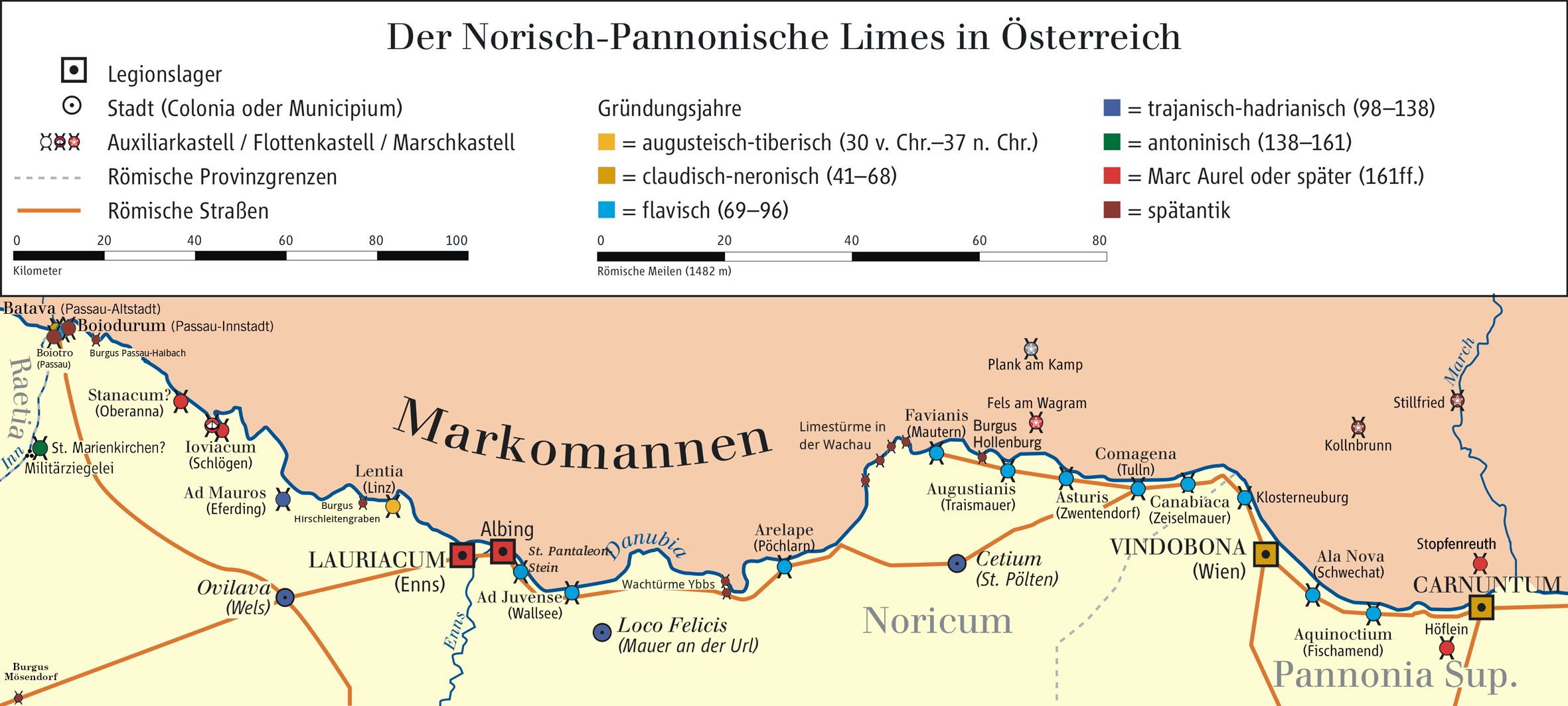
Norický a Panonský limes
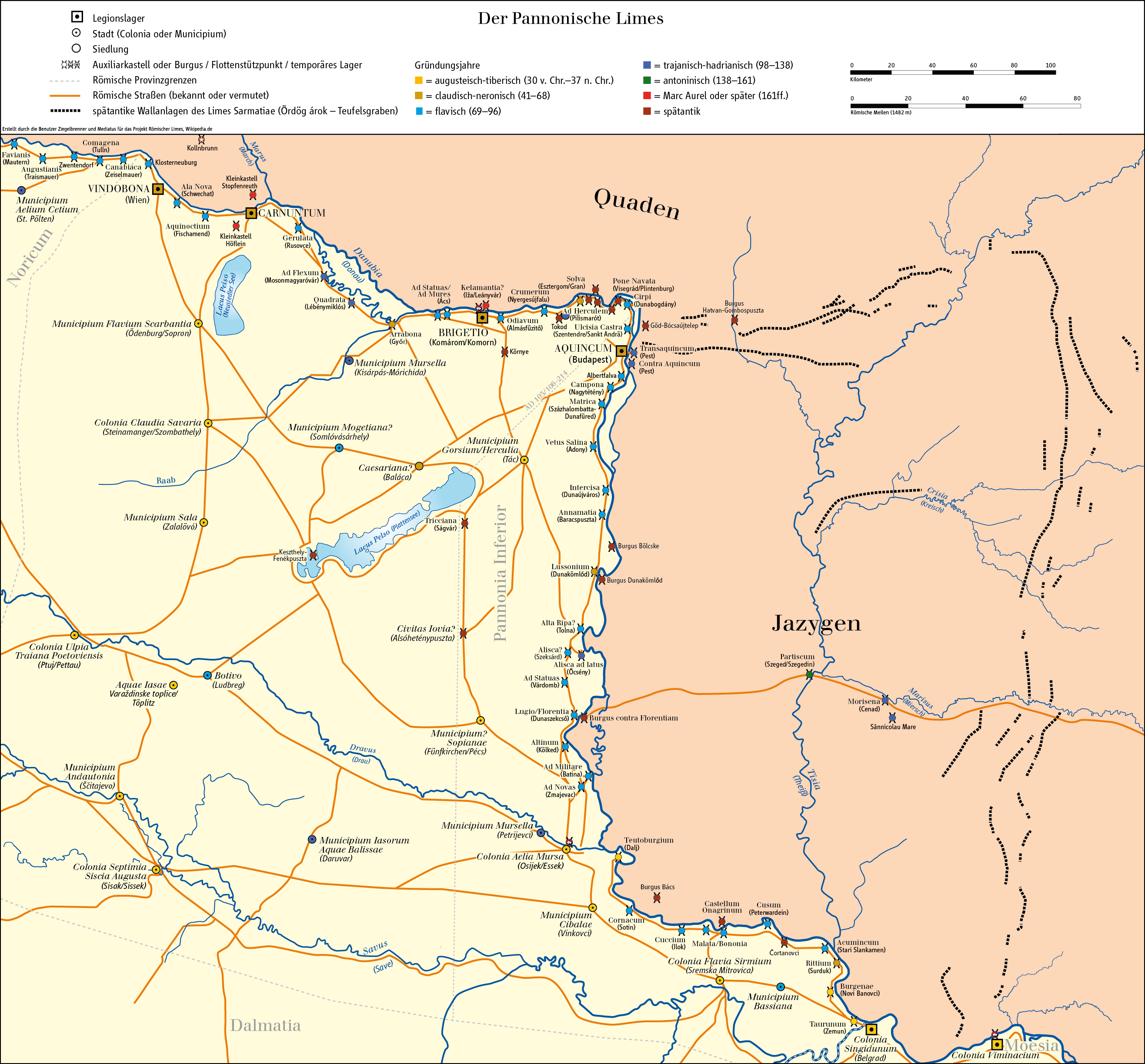
Panonský limes
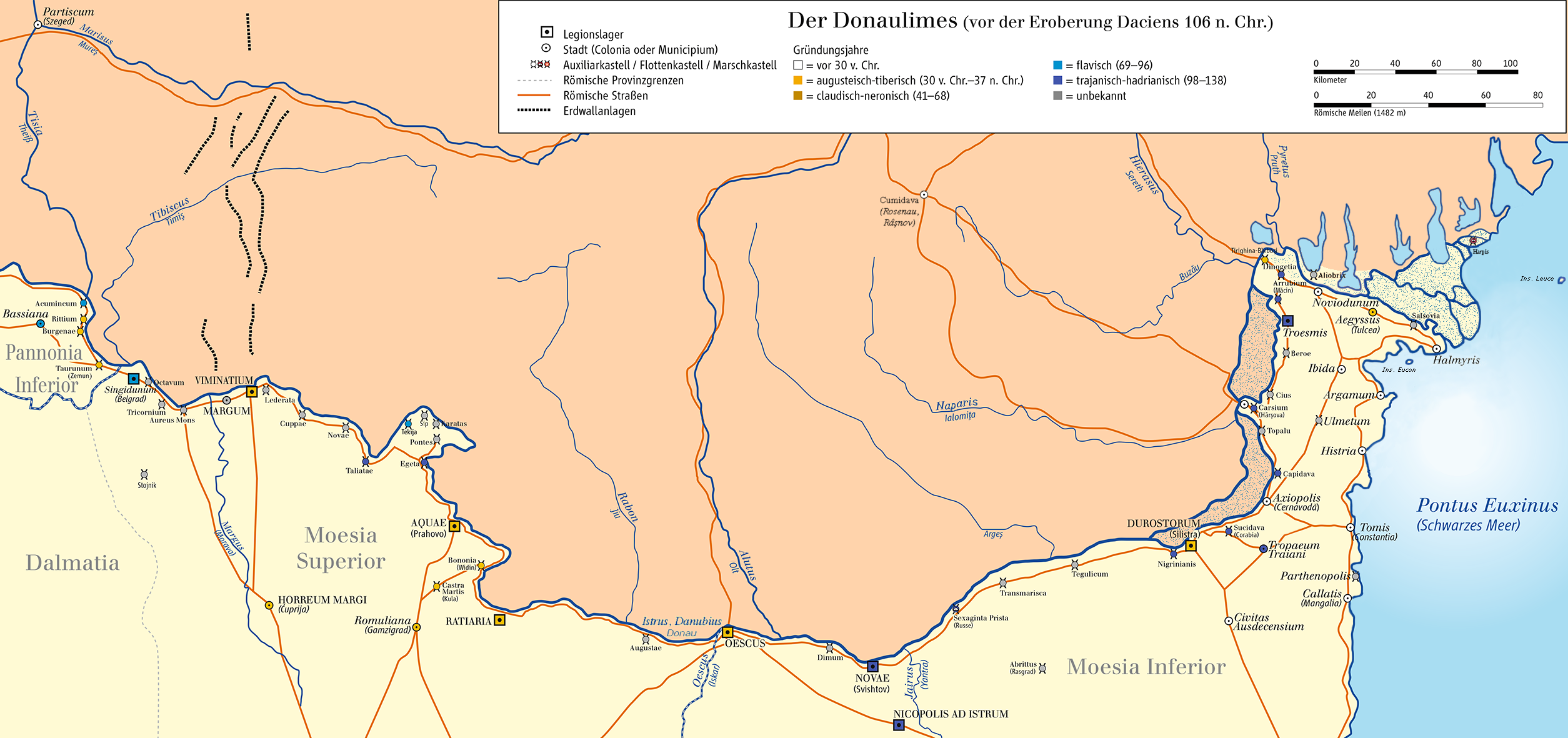
Moeský limes
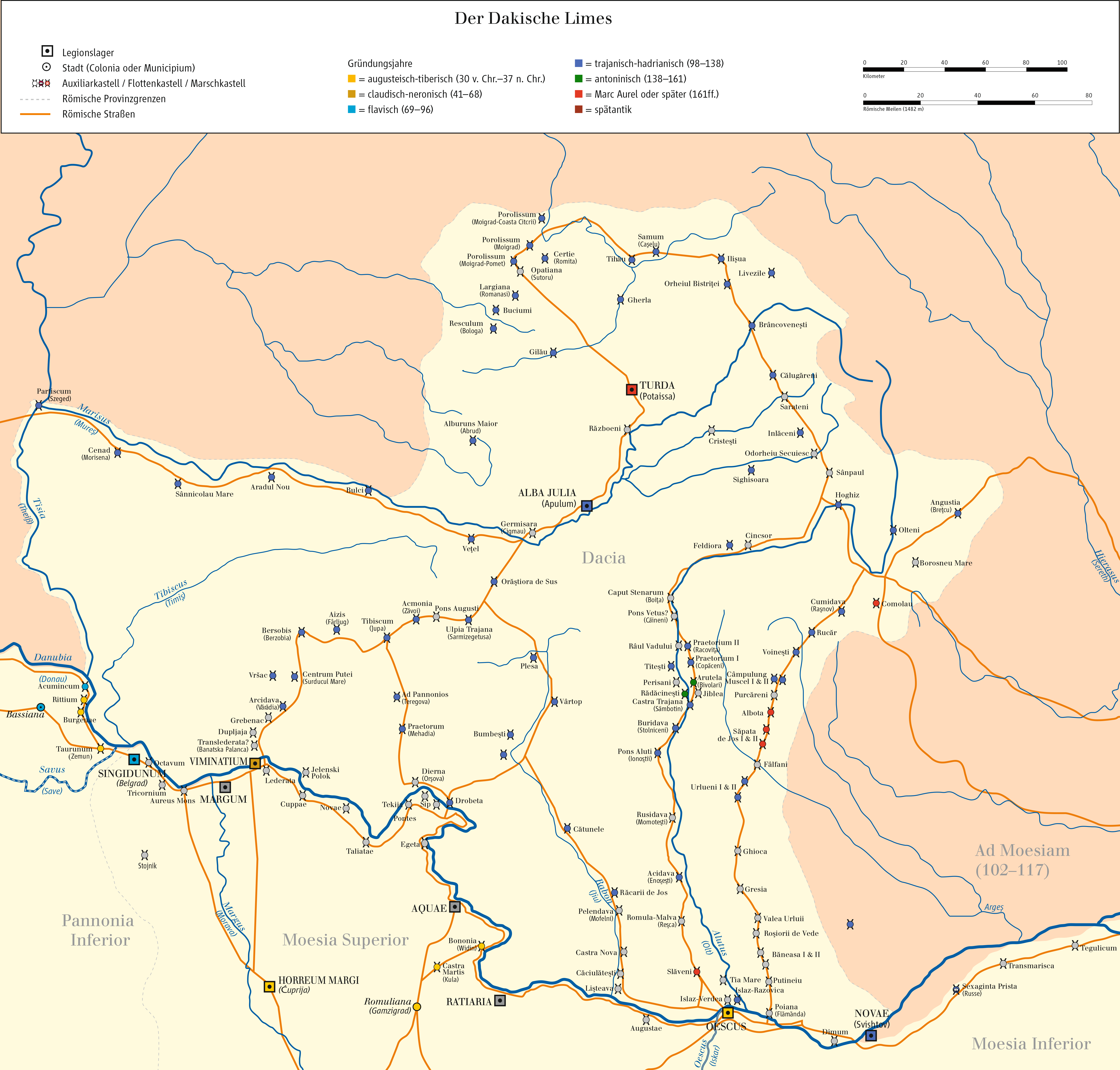
Dácký limes

## Světové dědictví UNESCO
V červenci 2021 bylo 77 segmetů Dunajského limitu v Německu, Rakousku a Slovensku zapsáno na seznam světového dědictví UNESCO pod společným názvem „Hranice Římské říše - Dunajský limes (západní část)“. 24 německých lokalit je nachází mezi Einingem u Řezna a Pasovem. Většina pozůstatků limitu se nachází pod zemí, na povrchu jsou mimo jiné lázně v Bad Gögging, brána Porta praetoria v Řezně a několik staveb v Pasově. 47 rakouských lokalit je také většinou pod zemským povrchem s výjimkou Mautern, Traismauer, Tulln, Zeiselmauer a Petronell-Carnuntum. 6 slovenských lokalit tvoří pozůstatky táborů Gerulata  (bratislavská městská část Rusovce) a Celemantia (obec Iža).
V červenci 2024 se na seznam světového dědictví UNESCO dostala i řada lokalit v Rumunsku pod názvem "Hranice římské říše - Dácie". 

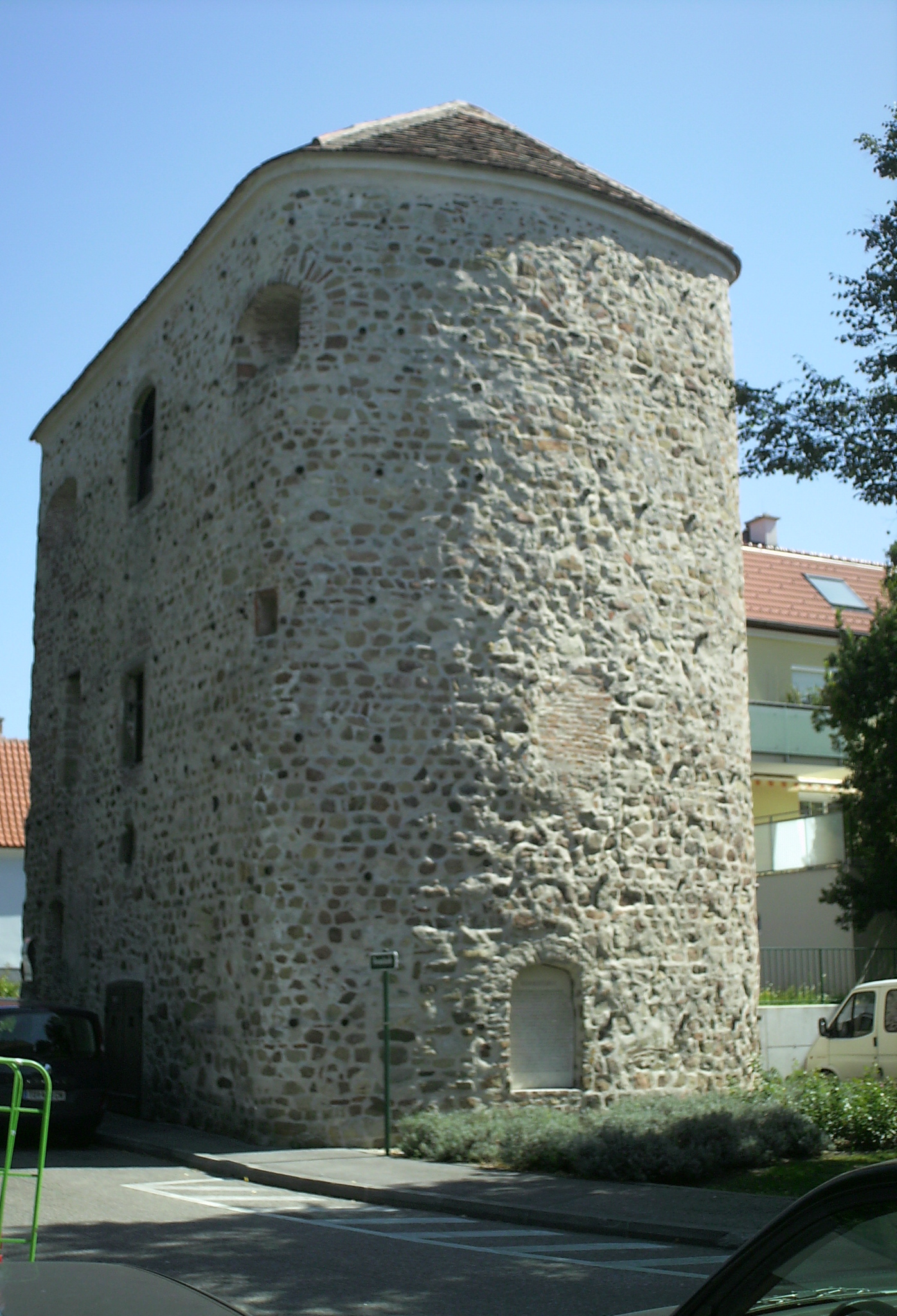
strážná věž v Tulln
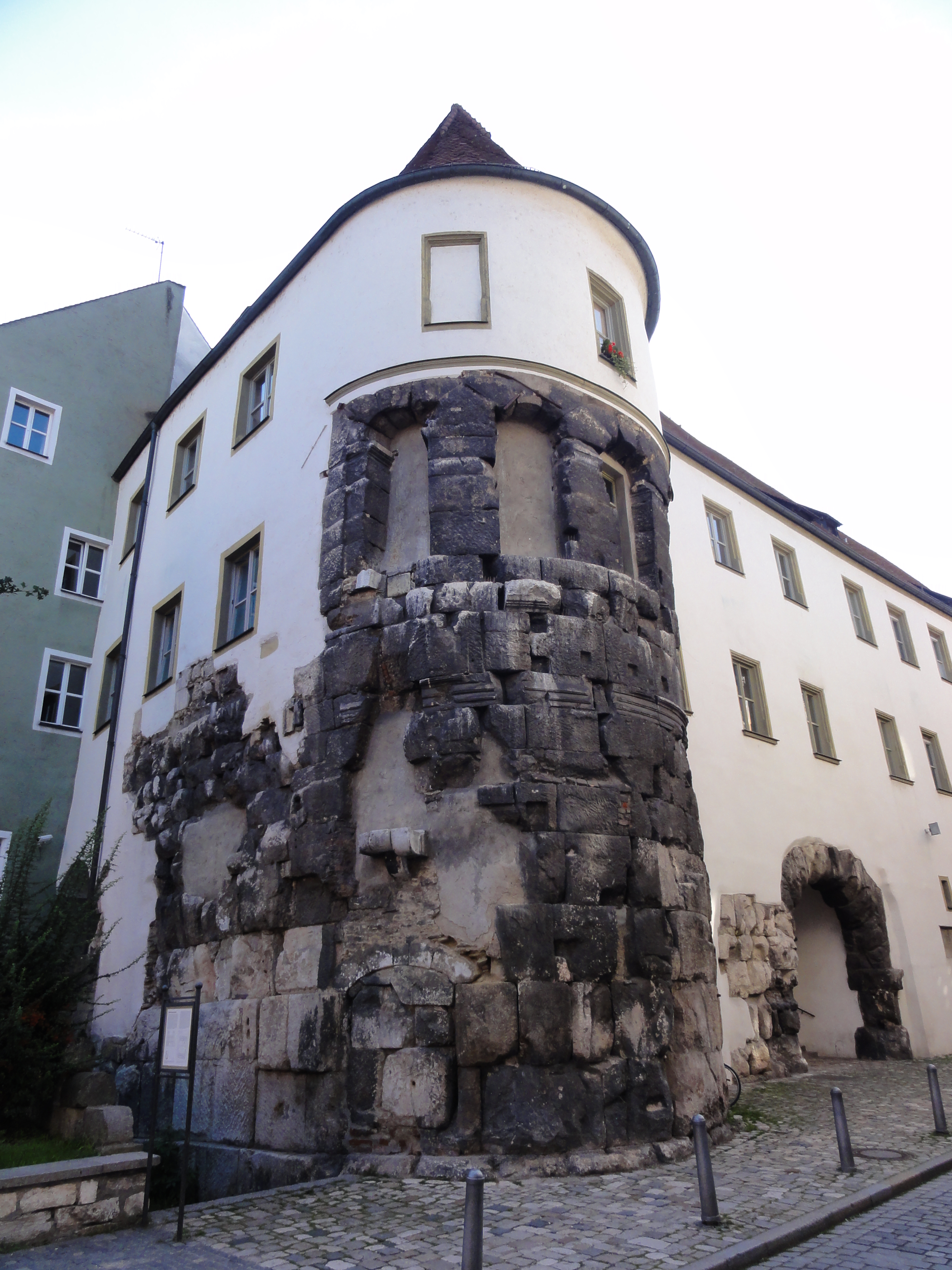
římská brána v Řezně
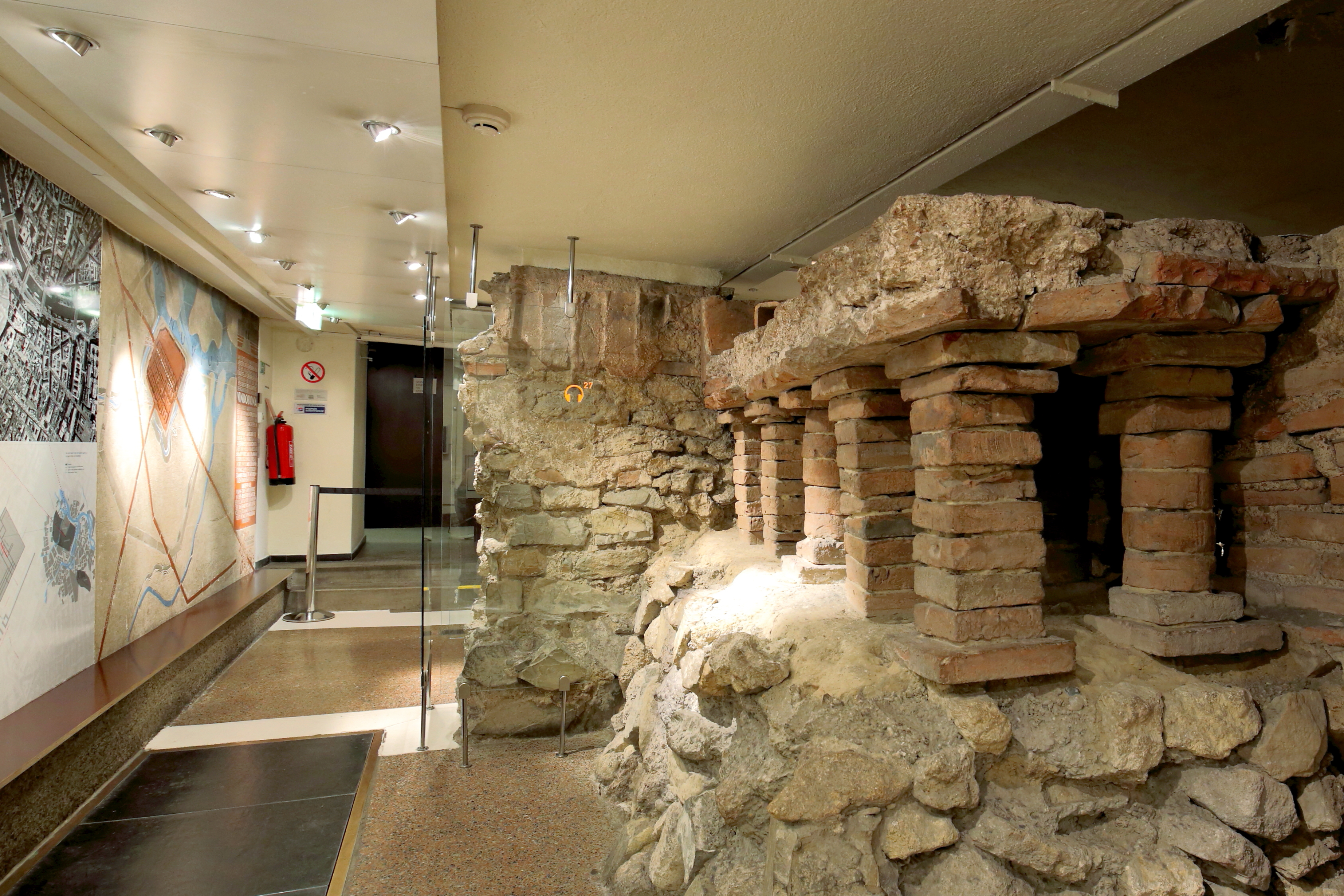
vídeňské muzeum
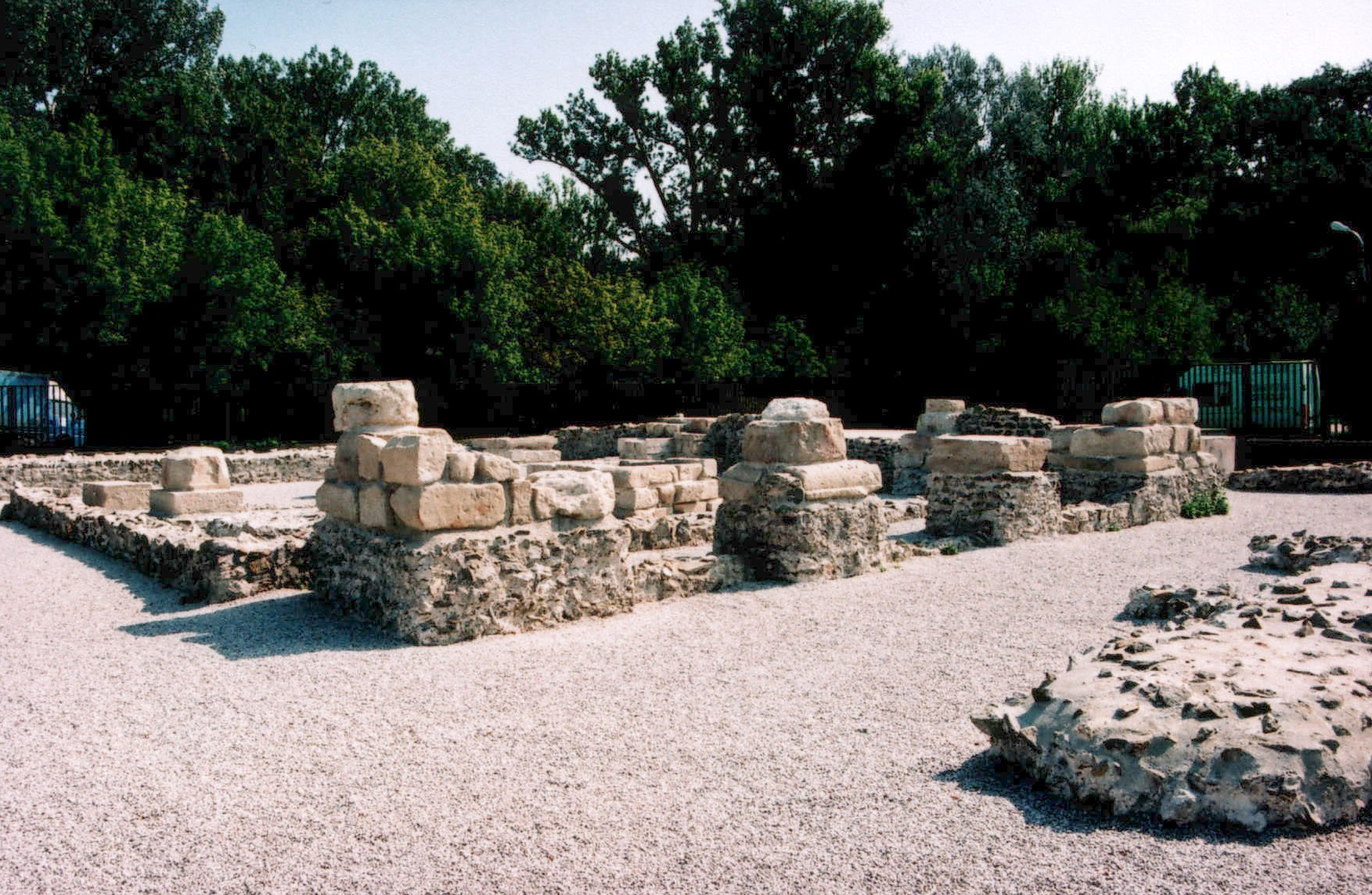
Gerulata (Slovensko)
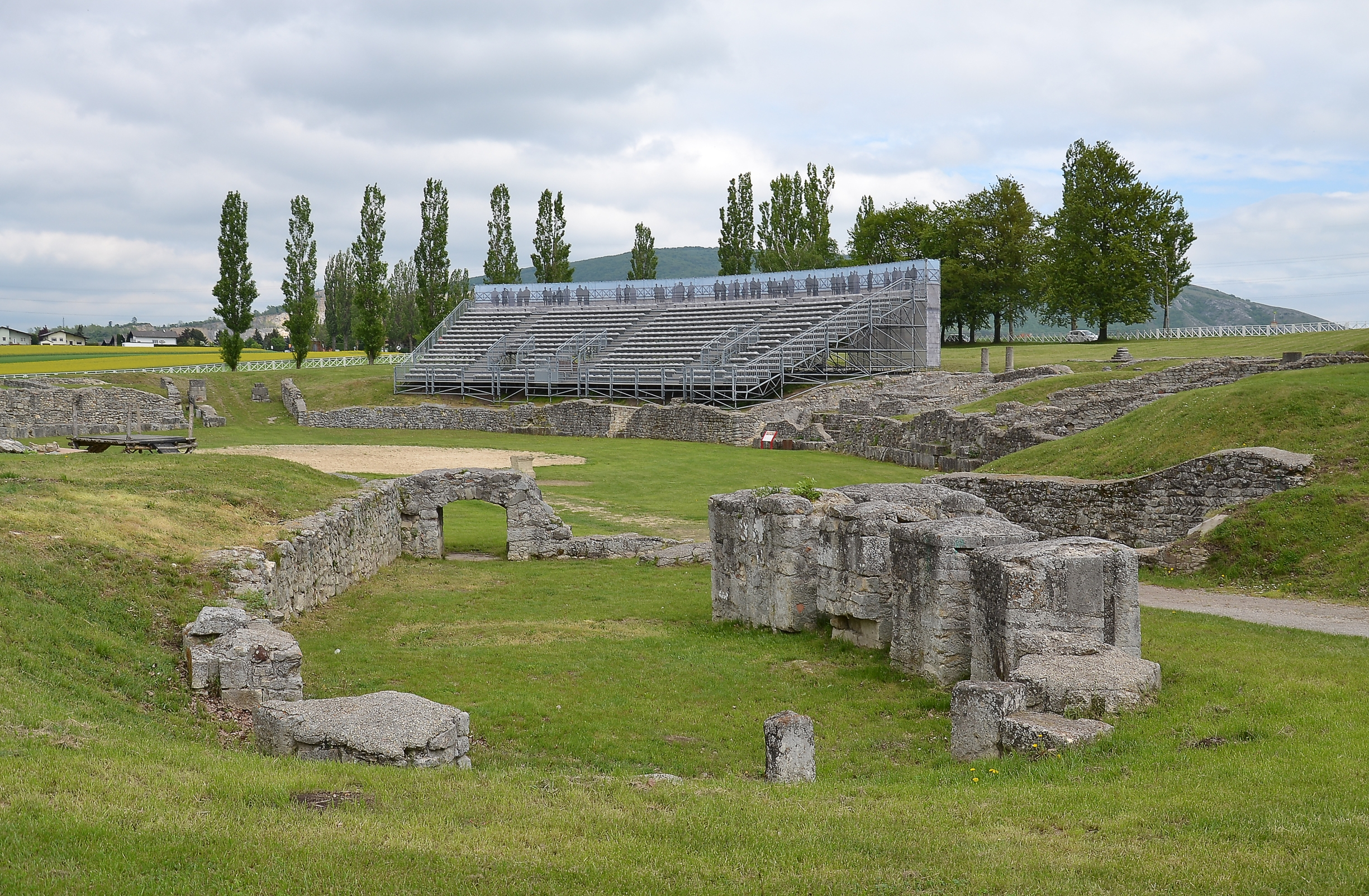
Carnutum (Rakousko)